# Roma Termini

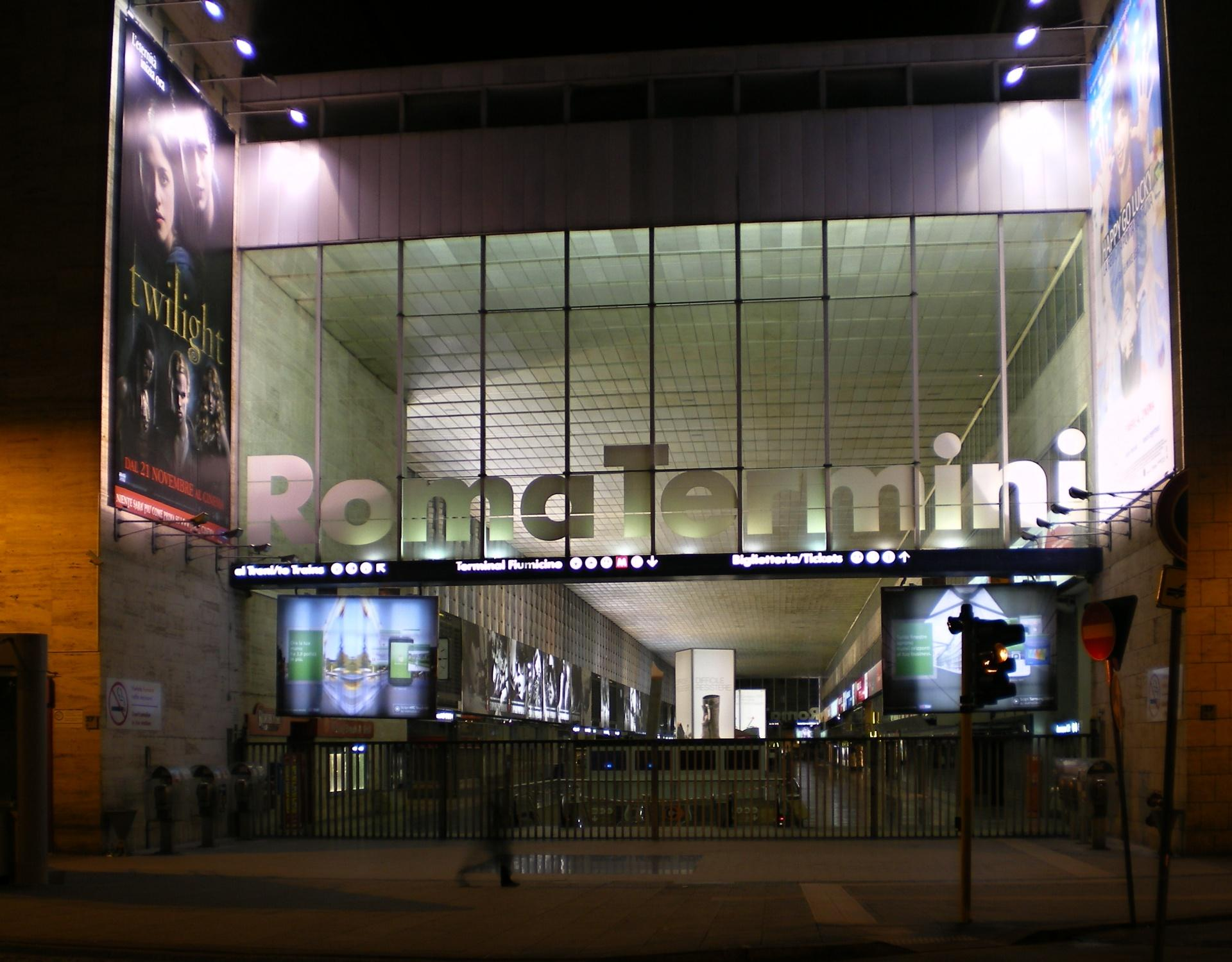

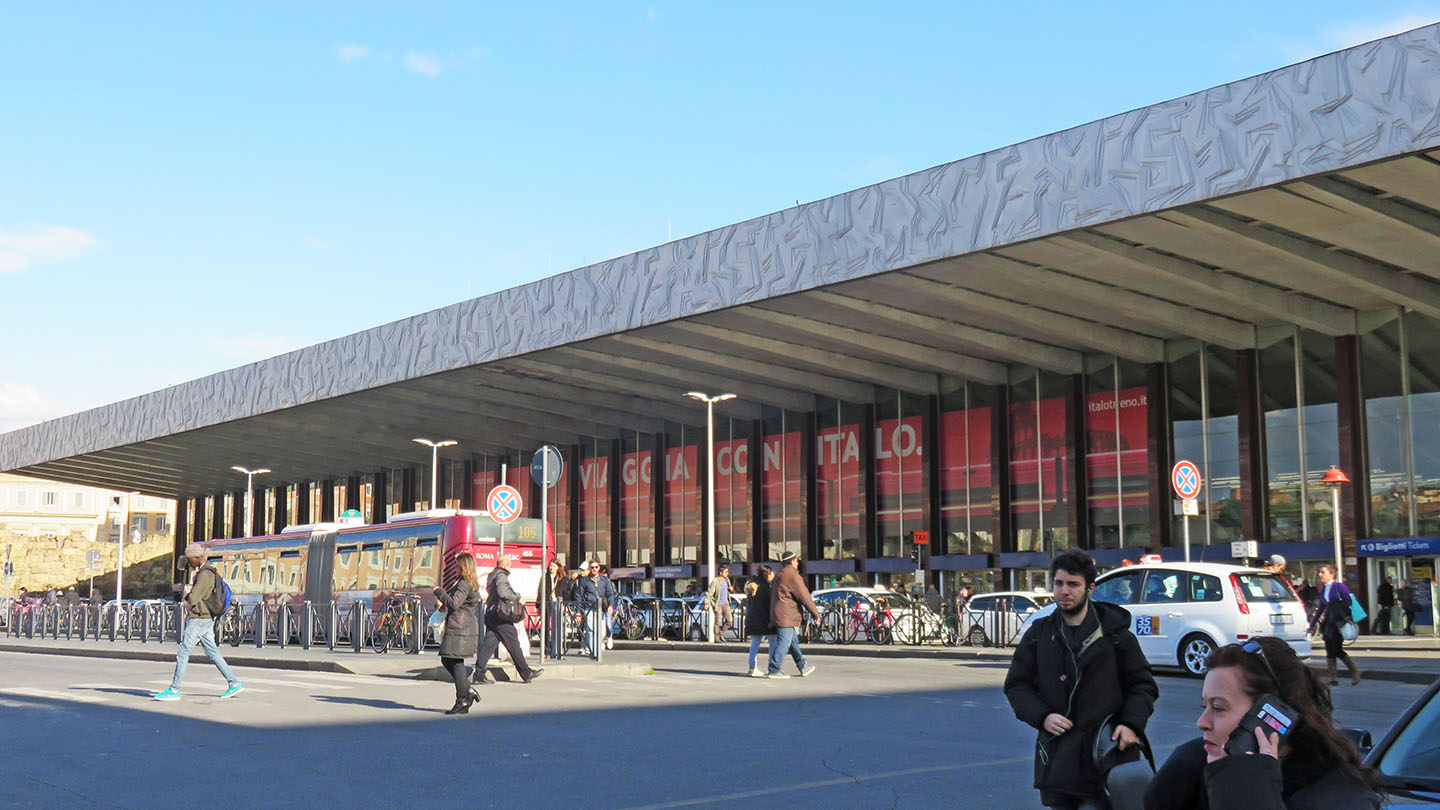
Exterior of the station building
(Feb 2017)

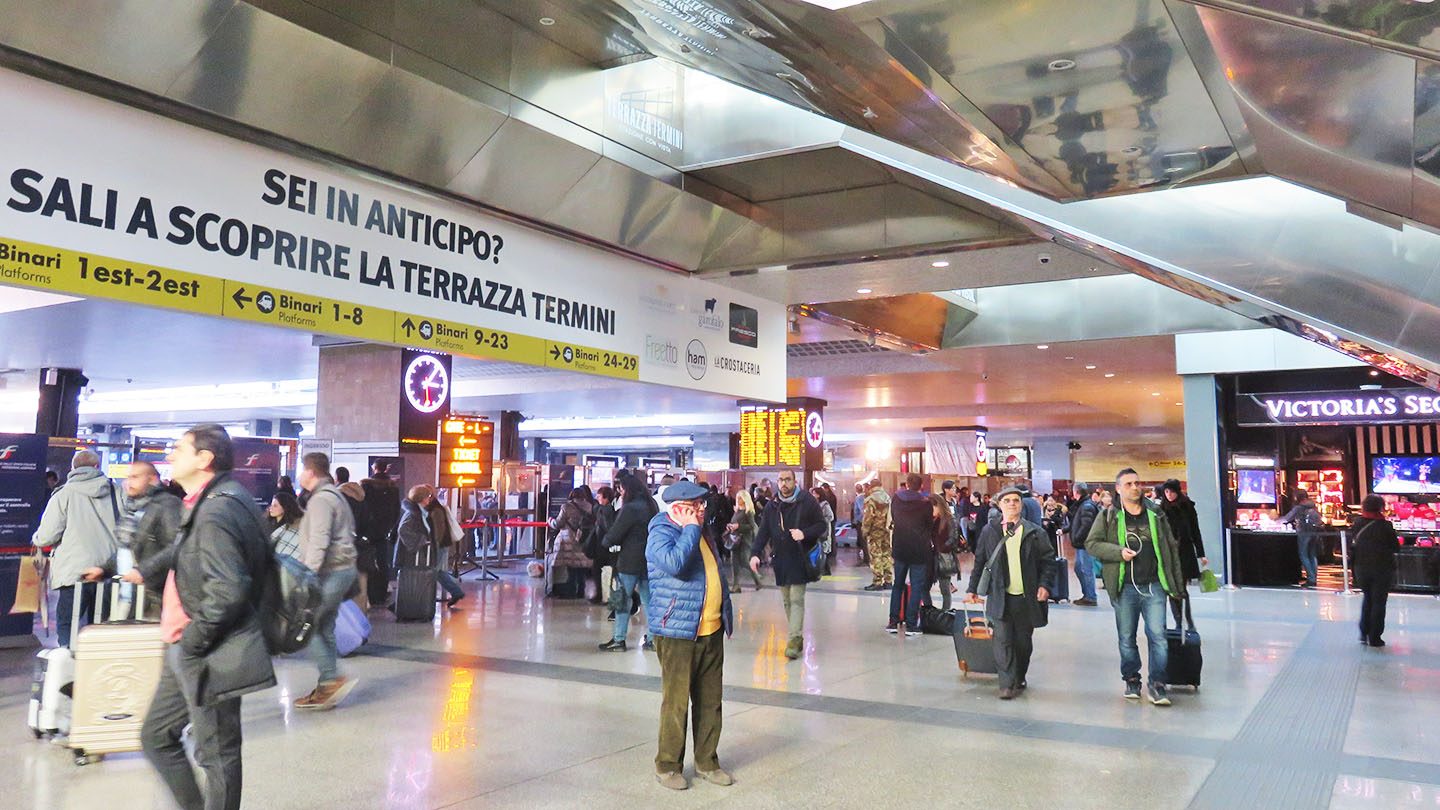
Concourse area
(Feb 2017)

Roma Termini este principala gară din Roma. Numele gării este legat de termele construite de împăratul Dioclețian (Termele lui Dioclețian), care se află peste drum de intrarea principală a gării.